# Elmer Ernest Southard
Elmer Ernest Southard (28 de julio de 1876 - 8 de febrero de 1920) fue un destacado neuropsiquiatra, neuropatólogo, profesor y autor estadounidense.

## Biografía
Nacido en Boston, Massachusetts, asistió a la Boston Latin School y completó su educación en la Universidad de Harvard.
En Harvard, Southard se distinguió como jugador de ajedrez. Después de estudiar brevemente en Alemania, regresó a los Estados Unidos para trabajar como patólogo en el Danvers State Hospital. Southard ocupó cargos académicos en la Universidad de Harvard y su escuela de medicina. Dirigió el Hospital Psicopático de Boston cuando se inauguró en 1912, siendo pionero en el estudio de la patología cerebral, con intereses particulares en el shock de guerra y la esquizofrenia. Southard publicó varios libros, incluido Shell Shock and Other Neuropsychiatric Problems, que cuenta con casi 1000 historias de casos. Fue presidente de la Asociación Estadounidense de Psicología Médica y de la Sociedad de Psiquiatría y Neurología de Boston, y ocupó cargos de Asesor en el Servicio de Guerra Química de los Estados Unidos y la Oficina de Registro de Eugenesia.
Mentor influyente, Southard guio a varias figuras conocidas en medicina y psicología. Trabajó con la neuropatóloga Myrtelle Canavan al principio de su carrera. Southard introdujo a Karl Menninger a la psiquiatría, y Menninger más tarde ayudó a establecer la fundación que lleva su apellido. El psicólogo comparado Robert Yerkes llamó a Southard "mi maestro en psicopatología".
Southard estaba casado con la doctora (y profesora de Wellesley College) Mabel Fletcher Austin, con quien tuvieron tres hijos. Su interés por el ajedrez continuó durante toda su vida y disfrutó de reuniones intelectuales en la casa del coleccionista de arte y amigo personal Walter Arensberg.
Southard murió de neumonía en 1920, a la edad de 43 años, durante un viaje a la ciudad de Nueva York, donde se dirigía para dar conferencias en dos sociedades médicas.